# E.T. XXX – A Dreamzone Parody
E.T. XXX – A Dreamzone Parody ist eine US-amerikanische Porno-Parodie auf den US-amerikanischen Film E.T. – Der Außerirdische. Produziert wurde der Film von Dream Zone Entertainment.

## Handlung
Wie bei Pornoparodien üblich, folgt der Film der Originalstory, reichert diese allerdings mit zahlreichen Sexszenen an. Dabei werden Szenen aus dem Original mehr oder weniger humoristisch nachgestellt. So leuchtet bei der Parodie auch nicht der Finger des Außerirdischen, sondern sein Glied, wenn er ejakuliert. Anders als im Originalfilm sind die Protagonisten Erwachsene und gehen aufs College.
Elle findet den kleinen Außerirdischen E.T., der sich in ihrem Garten versteckt und bringt ihn ins Haus. Dort befriedigt sie sich selbst, während E.T. dabei zuschaut und onaniert. Als er ejakuliert leuchtet sein Penis auf. Am nächsten Tag geht Elle zur Schule. E.T. bleibt zu Hause und findet Bier im Kühlschrank. Er beginnt sich zu betrinken, was aber Elle in der Schule ebenfalls spürt. Sie verführt Tyler Nixon und die beiden haben Sex in der Schule.
Nun findet Jodi das Alien und bringt ihm versaute Wörter bei. Anschließend stellt sie ihm ihren Freund vor und die beiden haben einen flotten Dreier.
E.T. geht es schlecht. Er droht zu sterben. Elles Mutter muss Dr. Will Powers ablenken, damit sie das Alien nach Hause schaffen können. Dies gelingt. Wie im Originalfilm fliehen die Studenten anschließend mit dem Fahrrad und E.T. kehrt zu seinem Raumschiff zurück.

## Hintergrund
Ursprünglich war Remy LaCroix als Hauptdarstellerin vorgesehen. Diese entschied sich jedoch dagegen. Jim Powers gab an, dass sie sich vor dem E.T.-Kostüm, das seine erwachsene Tochter trug, ekle. Sie selbst gab an, das sie es nicht gut fand, wenn von Kinderfilmen Porno-Parodien gedreht werden. Da die Absage recht kurzfristig erfolgte, musste Powers schnell Ersatz finden und wählte Capri Anderson für die Rolle der Elle (basierend auf Elliot).
Der Film erschien Herbst 2013 als Doppel-DVD über DreamZone Entertainment. Die DVD enthält neben der Hardcore-Filmfassung auch eine Softsex-Variante des Films.

## Nominierungen
- Der Film war bei den NighMoves Awards 2014 als Best Parody (Drama) nominiert.[5]
- Der Film war bei den AVN Awards 2015 als Best Parody nominiert.[6]